# Cijuela

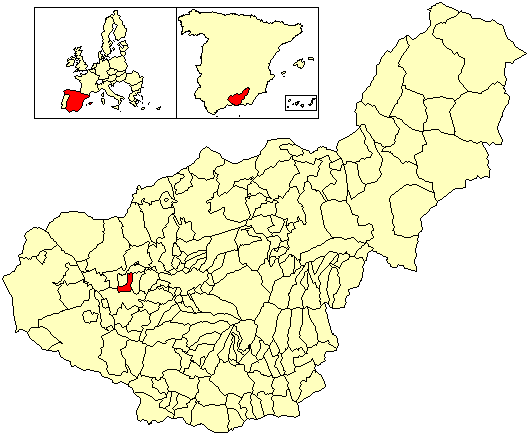
Cijuela

Cijuela este un municipiu din Spania, situat în provincia Granada din comunitatea autonomă Andaluzia. Are o populație de 2.665 de locuitori.